# Shwebo (township)
Shwebo – township w Mjanmie, w prowincji Sikong i dystrykcie Shwebo.
Według spisu z 2014 roku zamieszkuje tu 235 542 osób, w tym 108 955 mężczyzn i 126 587 kobiet, a ludność miejska stanowi 29,3% populacji.
Teren township dzieli się na miasto Shwebo oraz 47 jednostek administracyjnych czwartego rzędu (village tract), obejmujących następujące wsie:
- Aung Chan Thar: Aung Chan Thar
- Boe Daw Taw: Pauk Kan, Boe Daw Taw
- Bone Bwet: Bone Bwet
- Chi Par: Ngar Su Kone
- Gway Kone: Shwe Kyin, Gway Kone, Thea Kyun
- Hna Ma Sar Yit: Hna Ma Sar Yit
- Hta Naung Wun: Hta Naung Wun
- Khun Taung Gyi: Khun Taung Gyi
- Khun Taung Nge: Mi Chaung Pin, Khun Taung Nge
- Kun Seik: Kun Seik
- Kyar: Kyar
- Kyauk Myaung: Kyauk Myaung
- Kyet Tet: Myin Ka Thar, Kyet Tet
- Kyoe Kyar: Kyoe Kyar
- Leik Chin: Leik Chin
- Lone Taw: Lone Taw
- Ohn Pauk: Koe Pin, Tei Pin, Maung Tet, Ohn Pauk
- Ma Au: Ma Au
- Ma Khauk: Ma Khauk
- Min Kyaung: Min Kyaung
- Myin Chin: Zee Kone, Myin Chin
- Myin See: Myin See
- Na Maw: Na Maw, Peik Taw
- Nyaung Kaing: Nyaung Kaing, Tei Thee Taw
- Nyaung Pin Thar: Nyaung Pin Thar
- Pa Laing: Gon Tan, Pa Laing
- Pauk Ton: Pauk Ton
- Saung Tan: Saung Tan
- Seik Khun: Seik Khun, Bo Te Kone
- Si Thar: Si Thar
- Sin Inn: Sin Inn
- Ma Lar: Ma Lar, Shwe Taik
- Ta Ohn: Ta Ohn
- Ta Kan Thar: Ta Kan Thar
- Taung Tin: Taung Tin
- Tei Pin: Tei Pin
- Tha But Taw: Tha But Taw, In Gyin Pin
- Tha Lone: Tha Lone
- Tha Pyay Thit Cho: Tha Pyay Thit Cho
- Tha Yet Pin Wun: Tha Yet Pin Wun
- Tint Tei: Tint Tei
- War Yon Kan: War Yon Kan
- Wun Si: Yae Taw Mu, Wun Si
- Yone Taw: Yone Taw
- Ywar Soe: Pauk Chaing, Ywar Soe
- Ywar Taw: Khone Tar
- Zee Hpyu Kone: Zee Hpyu Kone, Myo Thar